# 柳家蝠丸
柳家 蝠丸（やなぎや ふくまる）は、東京の落語家の名跡。当代は二代目。

## 初代
初代 柳家 蝠丸（1883年？ - 1943年10月24日）は、落語家。息子は同じく落語家十代目桂文治。本名∶関口 由三郎。享年は61だが、本人が年齢を誤魔化していたため実際の生年月日などは不明。

### 経歴
群馬県館林市の士族の倅。小学校は1年半位しか行かず、9歳で八百屋に奉公に行かされる。その後米屋に移るも長続きしなかった。
1907年3月、三代目柳家小さん一門に入り柳家小よしを名乗る。1917年2月に（初代）「柳家蝠丸」を名乗る。以降関東大震災を挟んで中立会、東西会などで活躍した。
晩年は酒の呑み過ぎで胃潰瘍になり、1943年10月24日に突然脳溢血で倒れ死去した。戒名は慈眼院誠心由然居士。墓は青山一丁目の玉窓寺にある。
葬儀に講談の六代目一龍斎貞山が側にいた実弟に「59でお亡くなりになるとはまた若死でしたな」と言ったところ「冗談じゃない、そんなはずはありませんよ。何しろ弟の私が60なんですから。」と答えていたということから、実際は1883年以前ではないかと思われる。公式の生年月日の記録としては1886年4月6日ということになっているがこれを逆算すると今度は57歳となり計算が合わない。

### 人物
社会風刺の毒舌の新作落語を売りにした。現在でも演じられる「女給の文」（ラブレター）・「電車風景」などの落語を創作し今日に伝えている。
ほかに小噺やマクラだけの会を1931年ころから「落語指南会」を主催していたこともある。
また奇人・変人で有名であった。私生活ではメガネをかけていた。

## 2代目
二代目 柳家 蝠丸（やなぎや ふくまる、1954年9月29日 - ）は、青森県むつ市出身の落語家。落語芸術協会所属。出囃子は『どて福』。本名：中島 俊一。

### 経歴
1954年9月29日、青森県むつ市生まれ。小学校5年生の時から熱烈な二代目桂伸治のファンであった。田名部高校卒業。
1973年4月、二代目桂伸治に入門し、本名の姓から前座名「桂なか治」を名乗る。
1977年10月、三遊亭扇馬と共に二ツ目に昇進し「四代目柳家小蝠」を襲名。1982年、第11回NHK新人落語コンクール最優秀賞を受賞。
1988年5月、扇馬と共に真打昇進し、師匠十代目文治の実父の名である「柳家蝠丸」を二代目として襲名。

### 芸歴
- 1973年4月 - 十代目桂文治に入門、前座名「なか治」を名乗る。
- 1977年10月 - 二ツ目昇進、「小蝠」を襲名。
- 1988年5月 - 真打昇進、「二代目柳家蝠丸」を襲名。

### 受賞歴
- 1982年 - 『第11回NHK新人落語コンクール』∶最優秀賞

### 人物
昔から現在に至るまでほとんど変わらない40kg台の低体重に170cm台の長身というヒョロ長な体格と大きな目が特徴。
先代の蝠丸の息子である十代目桂文治の弟子。蝠丸の名跡は二ツ目昇進の折から本人自ら師匠文治に願い出ていたものである。文治は真打昇進時の楽しみとして先に小蝠を襲名させた。
毎年トリ（主任）をつとめている浅草演芸ホール7月中席の夜の部では幽霊の面を付けた上での怪談噺の長講が名物となっているが2019年7月14日、同寄席にて口演中、舞台から客席に転落して足を骨折し約半年間の療養を余儀なくされた。

### 一門弟子

#### 真打
- 五代目柳家小蝠 - 七代目立川談志門下から十代目文治門下を経て移籍

#### 二ツ目
- 柳家蝠よし

#### 廃業
- 柳家ふくびき